# Páramitá
Páramitá (sanskrt) nebo Páramí (pálí, dévanágarí परमित, tib. pha rol tu phyin pa ཕ་རོལ་ཏུ་ཕྱིན་པ་) doslova znamená „Dokonalost“. V buddhismu páramitá označuje ctnosti, které jsou rozvíjeny bódhisattvou k dokonalostem během cesty nahromadění a které vedou k rychlé realizaci buddhovství.
V mahájánovém buddhismu, mají páramity mnohem důležitější roli, Právě šest Dokonalostí stanoví praxi do bódhičitty činů. Pradžňápáramitá sútra a Lotosová sútra vyjmenovávají šest Dokonalostí (názvy v sanskrtu):
1. dána : štědrost, dávání
2. šíla : mravnost, etické správné jednání
3. kšánti : trpělivost, nejvyšší etika
4. virjá : vytrvalost, úsilí
5. dhjána : koncentrace, soustředění mysli
6. pradžňá : nejvyšší moudrost je poznáním absolutní pravdy

V théravádové tradici je uváděno deset Ctností (názvy v pálí):
1. dána : štědrost, dávání sama sebe
2. síla : mravnost, správné jednání
3. nekkhamma : odříkání
4. paňňá : moudrost, vhled
5. virija : energie, vytrvalost, úsilí
6. khantí : trpělivost
7. sačča : pravdomluvnost, poctivost
8. adhitthána : rozhodnost, odhodlání
9. mettá : milující laskavost
10. upekkhá : vyrovnanost, klidná mysl